# Установление советской власти в России
Установление советской власти в России (в советской историографии «Триумфальное шествие Советской власти») — процесс установления советской власти на всей территории бывшей Российской империи, за исключением районов, занятых войсками Центральных держав, вслед за захватом власти в Петрограде 25 октября 1917 года, и в основном завершившийся к началу немецкого наступления по всему фронту 18 февраля 1918 года. Сопровождалось принятием ряда декретов.

## Обзор
Период с ноября 1917 года по февраль 1918 года отличался относительной быстротой и лёгкостью установления власти большевиков и ликвидации вооружённого сопротивления их противников (под Петроградом, в Москве, на Украине, Дону, Кубани и пр.). Для этого периода было характерно наличие широкой социальной опоры у большевиков: они решительно ликвидировали помещичье землевладение, передали землю в распоряжение крестьян, приступили к выводу России из войны, ввели рабочий контроль в промышленности, признали право народов бывшей империи на обретение государственной самостоятельности, поэтому основная масса населения поддержала их. Эта массовая поддержка компенсировала численную и организационную слабость вооружённой силы большевиков (отрядов Красной гвардии, революционно настроенных матросов и солдат старой армии).
В то же время сами Советы как органы власти не всегда поддерживали захват власти большевиками. В тех случаях, когда отдельные советы не соглашались становиться органами диктатуры РСДРП(б), большевики не останавливались перед их разгоном и заменой чрезвычайными органами — ревкомами, военно-революционными комитетами и т. д. Это показывает, что их целью было установление диктатуры собственной партии, а её конкретное оформление в виде «власти Советов» было не столь важно.
Антибольшевистские силы не имели значительной социальной опоры и в первые послеоктябрьские месяцы могли рассчитывать на поддержку только в среде добровольческого офицерства, казаков тыловых частей, юнкеров; поэтому их попытки организовать сопротивление на фронте и в казачьих областях были сравнительно слабыми. Донскому атаману А. М. Каледину не удалось поднять казаков-фронтовиков на борьбу против большевистской власти, поскольку казаки, уставшие от войны, не хотели драться с большевиками, прекратившими войну. По этой же причине генералам М. В. Алексееву и Л. Г. Корнилову не удалось сформировать на Дону многочисленную армию из добровольцев.
Ликвидация первых очагов сопротивления и антибольшевистских вооружённых формирований не была доведена до конца из-за плохой работы ещё слабых органов Советской власти и низкой боеспособности красногвардейских отрядов и частей Красной армии. В городах Поволжья, Сибири и других районов множились подпольные офицерские организации. Добровольческая армия сумела выжить и сохранить основные офицерские кадры. В этот период Белое движение переживало своего рода подпольно-партизанский период становления, когда закладывались идейные, организационные, кадровые и материальные основы будущих белых правительств и их армий.
Изначально власть большевиков распространялась только на Центральную Россию, а в ней — лишь на крупные города и промышленные центры. Приграничные районы бывшей Российской империи, населенные народами других национальностей и вероисповеданий, а также Сибирь, отделились и провозгласили независимость, — либо потому, что хотели обеспечить свои специфические права, либо потому (как это было в Сибири и казачьих районах), что не хотели признать большевистского правления. Поэтому новым властям пришлось силой оружия покорять непослушные приграничные губернии, а также деревню, где проживало четыре пятых российского населения. Силы, на которые опирались партия и Советы, также были недостаточно надежны и состояли из двухсот тысяч партийцев и армии, находившейся в состоянии разложения.  В стране, где никакая другая организация не располагала даже и такой боеспособностью, большевики оказывались в выигрышном положении.

## Установление советской власти. Начало организации антибольшевистских сил

Бойцы Красной гвардии в Челябинске, 1917—1918 годы

См. также: Январское восстание в Киеве, Колесовский поход, Первый Кубанский поход.
Одним из главных обстоятельств, позволивших большевикам довольно быстро захватить власть во многих областях и городах Российской империи, было присутствие в крупных городах России многочисленных запасных батальонов, не желавших идти на фронт. Именно обещание немедленного прекращения войны с Германией предопределило переход разложившейся за время «керенщины» Русской армии на сторону большевиков, что и обеспечило им последующую победу. Поначалу в большинстве районов страны установление большевистской власти шло быстро и мирным путём: из 84 губернских и других крупных городов только в пятнадцати Советская власть установилась в результате вооружённой борьбы. Это дало повод большевикам говорить о «триумфальном шествии Советской власти» в период с октября 1917-го по февраль 1918 года.
Победа восстания в Петрограде положила начало переходу власти в руки Советов во всех крупнейших городах России. В частности, установление советской власти в Москве произошло только после прибытия отрядов Красной гвардии из Петрограда. В центральных районах России (Иваново-Вознесенск, Орехово-Зуево, Шуя, Кинешма, Кострома, Тверь, Брянск, Ярославль, Рязань, Владимир, Ковров, Коломна, Серпухов, Подольск и других) ещё до Октябрьской социалистической революции многие местные Советы фактически уже находились во власти большевиков, а потому власть они там взяли довольно легко. Сложнее проходил этот процесс в Туле, Калуге, Нижнем Новгороде, где влияние большевиков в Советах было незначительным. Однако, заняв вооружёнными отрядами ключевые позиции, большевики добились «переизбрания» Советов и взяли власть в свои руки.
В промышленных городах Поволжья большевики захватили власть сразу вслед за Петроградом и Москвой. В Казани командование военного округа в блоке с социалистическими партиями и татарскими националистами попыталось разоружить большевизированную артиллерийскую запасную бригаду, но отряды Красной гвардии заняли вокзал, почту, телефон, телеграф, банк, окружили Кремль, арестовали командующего войсками округа и комиссара Временного правительства, и 8 ноября город был захвачен большевиками. С ноября 1917-го по январь 1918 года большевики установили свою власть в уездных городах Казанской губернии. В Самаре большевики под руководством Валериана Куйбышева взяли власть уже 8 ноября. 9—11 ноября, преодолев сопротивление эсеро-меньшевистского «Комитета спасения» и кадетской думы, большевики победили в Саратове. В Царицыне боролись за власть с 10 по 17 ноября. В Астрахани бои продолжались до 7 февраля 1918 года. К этому времени власть большевиков была установлена во всём Поволжье.
7—8 ноября 1917 года большевики захватили власть в Нарве, Ревеле, Юрьеве, Пернове, в последующие дни — на всей не оккупированной немцами территории Прибалтики. Пленум Исколата (латышских стрелков) 21—22 ноября признал власть Совнаркома. Съезд рабочих, стрелковых и безземельных депутатов (составленный из большевиков и левых эсеров) в Вольмаре 29—31 декабря сформировал пробольшевистское правительство Латвии во главе с Фрицисом Розинем.
В ноябре 1917 года в Минске состоялись съезды Советов рабочих и солдатских депутатов Западной области, III съезд крестьянских депутатов Минской и Виленской губерний и II съезд армий Западного фронта, был сформирован Исполнительный комитет Советов рабочих, солдатских и крестьянских депутатов Западной области и фронта (Облисполкомзап) и Совет народных комиссаров Западной области. Великая белорусская рада не признавала власти Облискомзапа, рассматривая его как исключительно фронтовой орган. Первый Всебелорусский съезд, созванный Великой белорусской радой, был разогнан большевиками. В январе — феврале 1918 года было подавлено антибольшевистское выступление польского корпуса генерала Довбор-Мусницкого, и власть в крупных городах Белоруссии перешла к большевикам.
Украинская Центральная рада воспользовалась падением Временного правительства для получения всей полноты власти на Украине. После неудавшегося большевистского восстания и вывода из Киева верных Временному правительству войск Центральная рада 7 (20) ноября провозгласила Украинскую Народную Республику (УНР) на территории восьми губерний: Киевской, Волынской, Подольской, Херсонской, Черниговской, Полтавской, Харьковской, Екатеринославской и уездов Северной Таврии. Руководство УНР не признало результатов Октябрьской социалистической революции в России и стремилось не допустить повторения петроградских беспорядков в украинских губерниях. Центральная рада заявила о полном неподчинении петроградскому Совнаркому и стремилась превратить Киев в центр создания новой России как федерации автономных республик. Рада пошла на союз с атаманом Войска Донского Калединым.
Получив известия об успешном большевистском восстании в Петрограде, большевики Луганщины, имевшие к тому времени большинство во многих Советах, провозгласили переход власти на местах к Советам мирным путём, несмотря на противодействие национально-демократических сил и умеренных социалистов. Большевики Донбасса взяли власть в Луганске, Макеевке, Горловке, Краматорске и других городах. В Донбассе началось формирование отрядов Красной гвардии.
В Ростове-на-Дону советская власть была провозглашена 26 октября (8 ноября). В тот же день войсковой атаман А. М. Каледин в Новочеркасске ввёл в Области Войска Донского военное положение. Войсковое (казачье) правительство приняло на себя всю полноту государственной власти в Области. 2 (15) ноября генерал Алексеев, прибывший в Новочеркасск, объявил о начале формирования Добровольческой армии для борьбы против большевиков и продолжения войны с внешним врагом (Центральными державами). 7 (20) ноября атаман Каледин заявил, что Войсковое правительство не признаёт большевистскую власть, а поэтому Область провозглашается независимой до образования законной российской власти. 2 (15) декабря после ожесточённых боёв добровольческие отряды и войска генерала Каледина выбили большевиков из Ростова, а затем из Таганрога, и повели наступление на Донбасс.
Тем временем Центральная рада отказалась удовлетворить требование правительства Советской России о пропуске через территорию Украины советских войск, направлявшихся на Дон против атамана Каледина.
26 ноября (9 декабря) Совнарком выступил с обращением ко всему населению «О борьбе с контрреволюционным восстанием Каледина, Корнилова, Дутова, поддерживаемым Центральной Радой». Советскому руководству было ясно, что поражение сторонников советской власти в Ростове открывало дорогу для дальнейшего наступления калединских сил в глубь Донецкого бассейна и далее на север. Остановить их было можно, лишь используя и закрепившись на тех территориях, которые Центральная рада провозгласила украинскими.
6 (19) декабря СНК образовал Южный революционный фронт по борьбе с контрреволюцией. Главнокомандующим войсками фронта был назначен В. А. Антонов-Овсеенко.
Начиная с 8 (21) декабря советские отряды под общим командованием Антонова-Овсеенко начали прибывать в Харьков — ключевой железнодорожный узел в направлении юга России. С прибытием советских войск в Харьков приехала и группа делегатов, покинувших Всеукраинский съезд Советов в Киеве (большевики, часть украинских левых эсеров и несколько украинских социал-демократов), к которым присоединились депутаты III Областного съезда Советов Донбасса и Криворожья. 11—12 (24—25 по новому стилю) декабря в Харькове состоялся альтернативный киевскому 1-й Всеукраинский съезд Советов, на котором была провозглашена Украинская народная республика Советов. 19 декабря 1917 (1 января 1918) года Совнарком признал Народный секретариат УНРC единственным законным правительством Украины.
Тем временем Антонов-Овсеенко передал командование войсками, дислоцированными на Украине, своему начальнику штаба Муравьёву, а сам возглавил борьбу против казачьих войск Дона. Значительная часть казаков не поддержала Каледина и заняла нейтралитет. В результате двухмесячных кровопролитных боёв советские войска и отряды Красной гвардии 28 января (10 февраля) 1918 года заняли Таганрог, 10 (23) февраля взяли Ростов, 12 (25) февраля — Новочеркасск. Малочисленные отряды Добровольческой армии, состоявшей из офицеров, юнкеров и учащихся старших классов, уже не могли сдерживать наступление красных войск, и 28 января (10 февраля) генерал Корнилов известил Каледина, что добровольцы уходят на Кубань. Потеряв поддержку фронтового казачества и не видя возможности остановить отряды большевиков, 29 января (11 февраля) Каледин сложил с себя полномочия войскового атамана и в тот же день застрелился. Остатки белоказачьих войск отступили в Сальские степи. Добровольческая армия (4-5 тысяч человек) начала отступление с боями на Кубань (Первый Кубанский поход), рассчитывая получить поддержку кубанских казаков, однако и эти расчёты не оправдались: кубанские казаки, как и донские, не хотели воевать против новой власти. Добровольцам, находившимся во враждебном окружении местного крестьянского населения и возвратившихся с фронта революционно настроенных частей старой армии, пришлось вести на Кубани тяжёлую партизанскую войну на выживание.
Присутствие советских войск в Харьковской губернии и подготовка к боевым действиям в Донбассе и на Дону способствовали активизации на Украине сил, враждебных Центральной раде. 26 декабря 1917 (8 января 1918) советская власть была установлена в Екатеринославе. 26-27 декабря (8-9 января) войска Антонова-Овсеенко захватили крупнейшие промышленные центры Луганск и Мариуполь. В ночь на 28 декабря (10 января) в Харькове местные красногвардейские формирования разоружили два полка УНР. К 2 (15) января был занят Александровск, что позволило установить связь с Крымом. 5 (18) января советская власть была установлена в Одессе.
Провозглашение советской власти в Харькове и занятие большевиками ряда промышленных центров на территории Восточной и Южной Украины при сохранении в Киеве Центральной рады, декларировавшей самостоятельность Украины, неизбежно вело к переходу борьбы за власть на Украине между большевиками и Центральной радой в острую фазу. 4 (17) января советское правительство Украины официально объявило войну Центральной раде. 5 (18) января Антонов-Овсеенко издал директиву об общем наступлении советских войск против Центральной рады. Главный удар наносился от Харькова на Полтаву при дальнейшем движении на Киев. Общее руководство операцией было возложено на начальника штаба Южной группы войск М. А. Муравьёва.
9 (22) января на фоне разворачивающегося наступления советских войск Малая Рада провозгласила самостоятельность Украинской Народной Республики, поручив новому правительству УНР — Совету народных министров — начать самостоятельные мирные переговоры с государствами австро-германского блока.
26 января (8 февраля) Киев был взят красными войсками. Муравьёв организовал в городе «красный террор» — за несколько дней пребывания его армии в городе было расстреляно не менее 2 тысяч человек, в основном русских офицеров. С переездом в Киев из Харькова украинского советского правительства войска под командованием Муравьёва были направлены в Одессу. Тем временем делегация правительства бежавшей из Киева Центральной рады подписала в Брест-Литовске сепаратный мирный договор с Центральными державами, а 31 января (13 февраля) обратилась к Германии и Австро-Венгрии с просьбой о помощи против советских войск. Германское командование в тот же день дало своё предварительное согласие на вступление в войну против большевиков и начало активно готовиться к походу на Украину. Наступление по всей линии фронта было развёрнуто 18 февраля (см. ниже).
В Крыму 26 ноября 1917 года в Ханском дворце в Бахчисарае была провозглашена Крымская Народная Республика, был назначен Совет директоров (Директория) — Национальное правительство, которое возглавил Номан Челебиджихан. В Севастополе большевики взяли власть 29 декабря 1917 года. 25—26 января 1918 года после вооружённых столкновений с крымскотатарскими формированиями Советская власть была установлена в Симферополе, а в январе 1918-го — по всему Крыму.
Казачье правительство Кубани под руководством атамана Филимонова заявило о непризнании новой власти. 14 марта красные войска Ивана Сорокина заняли Екатеринодар. Войска Кубанской рады под командованием генерала Покровского отошли на север, где соединились с войсками подошедшей Добровольческой армии. 9—13 апреля их объединённые силы под командованием генерала Корнилова безуспешно штурмовали Екатеринодар. Корнилов был убит, а заменивший его генерал Деникин вынужден был отвести остатки белогвардейских войск в южные районы Донской области, где в это время началось казачье восстание против советской власти.
Две трети Советов Урала были большевистскими, поэтому в большинстве городов и заводских посёлков Урала (Екатеринбург, Уфа, Челябинск, Ижевск и других) власть перешла к большевикам без труда. Труднее, но мирным путём, большевикам удалось взять власть в Перми. Упорная вооружённая борьба за власть развернулась в Оренбургской губернии, где 8 ноября атаман Оренбургского казачества Дутов объявил о непризнании власти большевиков на территории Оренбургского казачьего войска и взял под контроль Оренбург, Челябинск, Верхнеуральск. Лишь 18 января 1918 года в результате совместных действий большевиков Оренбурга и подошедших к городу красных отрядов Василия Блюхера Оренбург был захвачен. Перед уходом из Оренбурга Дутов распустил свои войска. Часть ушла в сторону Екатеринбурга. Сам Дутов в сопровождении нескольких офицеров отправился в Верхнеуральск — вторую столицу Оренбургского казачества, где и было сформировано новое войско. Это войско и ушло с беженцами в столицу Тургайской области — город Тургай в Тургайской степи.
В Сибири советская власть наиболее прочно утвердилась вдоль линии Транссибирской железной дороги, водных путей и в больших населённых пунктах. 26 февраля 1918 года на II съезде Советов был избран Сибирский Совет народных комиссаров в составе 11 большевиков и 4 левых эсеров и Сибирский центральный исполнительный комитет («Центросибирь»). Опорой советской власти были местные небольшие коммунистические отряды, причём одновременно формировалась на добровольческих началах Красная армия.
На Дальнем Востоке также образовались Советы, и власть находилась в руках Дальневосточного краевого комитета Совета рабочих, крестьянских и казачьих депутатов. Захват власти совершился безболезненно всюду, за исключением Иркутска, где местным революционным силам пришлось выдержать упорную борьбу с войсками Временного правительства: в декабре 1917 — январе 1918 года красные войска подавили выступление юнкеров в Иркутске. В Забайкалье атаман Семёнов 18 ноября (1 декабря) 1917 года поднял восстание, однако оно почти сразу же было подавлено. Остатки казачьих отрядов атамана отошли в район станции Маньчжурия (на границе Забайкалья и Китая). В Ново-Мариинске, центре Анадырского уезда Камчатской области, до марта 1918 года власть осуществлял уездный Комитет общественной безопасности. В марте 1918 года из Петропавловска пришла телеграмма Камчатского областного совета, которая упразднила его и предписала избрать Анадырский уездный совет крестьянских, рабочих и солдатских депутатов. Совет был создан, однако он решил выразить «недоверие захватчикам власти — Совету Народных Комиссаров» и «признавать только одну власть в стране — законную, народную — Учредительное собрание»
28 ноября 1917 года в Тифлисе был создан Закавказский комиссариат, объявивший о независимости Закавказья и объединивший грузинских социал-демократов (меньшевики), армянских (дашнаки) и азербайджанских (мусаватисты) националистов. Опираясь на национальные формирования и белогвардейцев, комиссариат распространил свою власть на всё Закавказье, кроме района Баку, где установилась Советская власть. По отношению к Советской России и партии большевиков Закавказский комиссариат занял откровенно враждебную позицию, поддерживая все антибольшевистские силы Северного Кавказа — на Кубани, Дону, Тереке и в Дагестане в совместной борьбе против Советской власти и её сторонников в Закавказье. 23 февраля 1918 года в Тифлисе был созван Закавказский сейм. В этот законодательный орган вошли депутаты, избранные от Закавказья в Учредительное собрание, и представители местных политических партий. 22 апреля Сейм принял резолюцию о провозглашении Закавказья независимой Закавказской демократической федеративной республикой (ЗДФР).
В Туркестане в центральном городе края — в Ташкенте большевики захватили власть в результате ожесточённых боёв в городе (в его европейской части, так называемом «новом» городе), длившихся несколько дней. На стороне большевиков выступали вооружённые формирования рабочих железнодорожных мастерских, а на стороне антибольшевистских сил выступали офицеры русской армии и учащиеся кадетского корпуса и школы прапорщиков, находившихся в Ташкенте. В январе 1918 года большевики подавили антибольшевистские выступления казачьих формирований под командованием полковника Зайцева в Самарканде и Чарджоу, в феврале ликвидировали Кокандскую автономию, а в начале марта — Семиреченское казачье правительство в городе Верном. Вся Средняя Азия и Казахстан, кроме Хивинского ханства и Бухарского эмирата, попали под контроль большевиков. В марте революционные силы Туркестана совместно с младобухарцами совершили неудачную попытку свержения бухарского эмира, вошедшую в историю как Колесовский поход. В апреле была провозглашена Туркестанская АССР.

## Большевики и действующая армия
10 ноября 1917 года Совнарком принял декрет «О постепенном сокращении численности армии». Согласно ему в бессрочный запас увольнялись солдаты призыва 1899 года, затем до конца декабря 1900 и 1901 годов. Поспешность в проведении демобилизации была вызвана массовым самовольным уходом солдат с фронта, начавшимся после объявления первых декретов Советской власти, особенно «Декрета о земле». Остановить дезертирство в этот период было некому: офицерский корпус повсеместно отстранялся от командования, большевистские ревкомы и большевизированные солдатские комитеты боролись за власть, одновременно проводя демократизацию и заключая локальные перемирия с противником. 3 января 1918 года была объявлена демобилизация солдат призыва 1902 года, 10 января — 1903 года, 16 января — 1904—1907 годов, 29 января — 1908—1909 годов, 16 февраля — 1910—1912 годов, 2 марта — 1913—1915 годов. Солдаты последних четырёх годов призыва (1916—1919 гг.) были демобилизованы до 12 апреля 1918 года.
Генерал-лейтенант Духонин, после бегства Керенского исполнявший обязанности верховного главнокомандующего, отказался выполнять приказы избранного II Съездом Советов правительства. 19 ноября он освободил из тюрьмы генералов Корнилова и Деникина.
На Балтфлоте власть большевиков установил подконтрольный им Центробалт, предоставив всю мощь флота в распоряжение Петроградского Военно-революционного комитета (ВРК). В конце октября — начале ноября 1917 года во всех армиях Северного фронта большевиками были созданы подчинявшиеся им армейские ВРК, которые стали захватывать командование воинскими частями в свои руки. Большевистский ВРК 5-й армии взял под свой контроль штаб армии в Двинске и перекрыл путь частям, пытавшимся прорваться для поддержки наступления Керенского — Краснова. На сторону Ленина встали 40 тыс. латышских стрелков, сыгравших важную роль в установлении власти большевиков по всей России. 7 ноября был создан ВРК Северо-Западной области и Северного фронта, который сместил командующего фронтом, а 3 декабря открылся съезд представителей Западного фронта, который избрал командующим фронтом А. Ф. Мясникова.
Победа большевиков в войсках Северного и Западного фронтов создала условия для ликвидации Ставки Верховного главнокомандующего. Совнарком (СНК) назначил верховным главнокомандующим большевика прапорщика Н. В. Крыленко, который 20 ноября прибыл с отрядом красногвардейцев и матросов в Ставку в г. Могилёв и, возглавив центральный аппарат управления войсками, объявил о прекращении боевых действий на фронте.
На Юго-Западном, Румынском и Кавказском фронтах дела обстояли по-иному.
Украинская Центральная рада, отказавшаяся признать законность Совнаркома Советской России, активизировала деятельность по украинизации войск и созданию собственной армии, отзывала украинизированные части с Северного и Западного фронтов, а также предприняла шаги к одностороннему выводу войск Юго-Западного и Румынского фронтов бывшей Русской армии из-под управления Ставки и объединения их в самостоятельный Украинский фронт Действующей армии УНР, который возглавил антибольшевистски настроенный генерал-полковник Д. Г. Щербачёв, бывший командующий Румынским фронтом. 26 ноября (9 декабря) Щербачёв подписал соглашение о перемирии между объединёнными русско-румынскими и германо-австрийскими войсками, что позволило ему приступить к подавлению большевистского влияния в армии.
На территории Правобережной Украины покидавшим фронт большевизированным частям 2-го гвардейского корпуса противостояли части, перешедшие на сторону Центральной рады, — в первую очередь, 1-й Украинский корпус под командованием генерала П. П. Скоропадского. Они блокировали узловые станции, разоружали гарнизоны и воинские эшелоны, разгоняли Советы, военно-революционные комитеты и отряды Красной гвардии.
В период с 4 по 11 (17-24) декабря по приказу Петлюры и командующего Украинским фронтом генерала Щербачёва войска, верные Центральной раде, захватили штабы Румынского и Юго-Западного фронтов, армий, вплоть до полков, произвели аресты членов Военно-революционных комитетов и комиссаров-большевиков, при этом некоторых из них расстреляли. За этим последовало разоружение румынами тех частей, в которых было сильно влияние большевиков. Оставшись без оружия и продовольствия, русские солдаты были вынуждены в жестокий мороз пешком уходить в Россию.
23 декабря 1917 года в Тифлисе открылся съезд Кавказской армии, принявший резолюцию о признании и поддержке СНК и осудивший действия Закавказского комиссариата. Съезд избрал краевой Совет Кавказской армии (председатель большевик Г. Н. Корганов).
Приказом ВРК Кавказской армии от 31 декабря 1917 г. всем военно-революционным комитетам частей и соединений фронта предписывалось «немедленно приступить к планомерному отводу значительной части войск, оставив необходимые позиционные заслоны по охране складов, средств связи и транспорта». Эшелоны с демобилизованными солдатами зачастую подвергались нападениям со стороны местных вооружённых формирований, созданных Закавказским комиссариатом, стремившихся завладеть оружием и другим военным имуществом. Как и на других фронтах, на Кавказском были почти повсеместно созданы демобилизационные комиссии, в соответствии с приказом ВРК Кавказской армии от 2 января 1918 года. 7 марта ВРК Кавказской армии опубликовал постановление о завершении демобилизации на Кавказском фронте.